# Marian Kasperczyk
Marian Kasperczyk est un peintre polonais né en 1956 à Oświęcim. Il a étudié à l'Académie des beaux-arts de Katowice (1976-78) et à l'Académie des beaux-arts de Cracovie (1979-81). Depuis 1981 il vit et travaille à Paris,,.

## Œuvre
En 1988 il a inventé sa propre technique de peinture dénommée "back to front painting" (peintures à l'envers de la toile vierge). Elle consiste à presser la peinture acrylique à travers la toile vierge, en partant de l'envers. De ses toiles monochromes, les formes (visages, mains, fleurs, contours d'objets) apparaissent selon exposition à la lumière. La figuration émerge quand la lumière est moins intense, tandis qu'un éclairage fort la fait disparaître et le tableau devient totalement abstrait et structurel. Dans ses toiles, il modifie la structure même de sa technique en y ajoutant des couleurs, obtenant ainsi un effet plus violent.
Les tableaux multicolores réalisés avec la technique "back to front" permettent à l'artiste  de mélanger les couleurs particulières de façon entièrement naturelle, par exemple le rouge avec le vert, le blanc avec le noir, le bleu avec le jaune. Dans la série des tableaux, où l'attention se concentre sur un mot particulier, en fonction  de la nature différente de l'éclairage, le mot en question émerge ou bien disparaît, en perdant ainsi son sens univoque, ami, abri, nobody ,,,,.
Les tableaux du cycle le plus récent, "Peinture périphérique" (2012), sont peints sur ses rebords. 
Depuis 1993, la technique Back To Front est utilisée également par l’artiste coréen Ha Chong Hyun. Avant cette date, Ha Chong Hyun était connu pour ses toiles avec le fil barbelé. Sa première exposition attestant de l’utilisation de la technique Back To Front a eu lieu à la Kamakura Gallery (Japon), en avril 1993 – deux ans après la première présentation de sa technique par Marian Kasperczyk, à Art Cologne en 1991.

## Expositions

### 'Back To Front Painting'
- 1990 - Espace Marquelet de la Noue, Meaux
- 1990 - Espace Procréart, Paris
- 1991 - ART COLOGNE - Galeria 6, Cologne, Allemagne
- 1994 - Lavoir Moderne de Paris, Paris
- 1994 - Centre d'art contemporain Kronika, Bytom, Pologne
- 1995 - Centre culturel L'EPAC/La clef, Saint-Germain-en-Laye
- 1998 - Galerie BWA, Poznań, Pologne
- 2001 - Galerie BWA, Lublin, Pologne
- 2003 - Lavoir Moderne de Paris, Paris
- 2004 - Espace 40 "Nouvelles Différences", Paris
- 2008 - Galerie Jean-Louis Michau, Paris
- 2008 - Galerie Miejska - Oświęcimskie Centrum Kultury, Oświęcim, Pologne
- 2011 - Galerie Roi Doré, Paris [4]
- 2012 - Galerie Kusycka, Čadca, Slovaquie
- 2012 - Galeria Odra, Zoo, Szczecin, Pologne
- 2013 - Galerie Roi Doré, Paris

### Peinture Périphérique
- 2014 - Galerie BWA, Piła, Pologne[9]
- 2014 - Galerie Roi Doré, Paris